# Reconnaissance intelligente de caractères
 (signalé en juin 2025).
Si vous disposez d'ouvrages ou d'articles de référence ou si vous connaissez des sites web de qualité traitant du thème abordé ici, merci de compléter l'article en donnant les références utiles à sa vérifiabilité et en les liant à la section « Notes et références ».
- Archive Wikiwix
- Bing
- Cairn
- DuckDuckGo
- E. Universalis
- Gallica
- Google
- G. Books
- G. News
- G. Scholar
- Persée
- Qwant
- (zh) Baidu
- (ru) Yandex
- (wd) trouver des œuvres sur Wikidata

Pour les articles homonymes, voir ICR.
La reconnaissance intelligente de caractères (abrégée ICR pour Intelligent Character Recognition) est une technique avancée de reconnaissance optique de caractères (dit OCR). Comme l'OCR, l'ICR part d'une image contenant du texte pour en extraire le contenu textuel. Par rapport à l'OCR, l'ICR ajoute cependant une technique de reconnaissance de caractères manuscrits et intègre un mécanisme d'apprentissage. Un moteur d'ICR est capable d'apprendre de nouveaux caractères et d'améliorer ses performances pour ses prochaines tâches de reconnaissances.
Autrement dit, si un caractère manuscrit qui représente un caractère « A » est identifié difficilement, il sera possible d'apprendre au moteur ICR qu'il s'agit d'un « A ». Lorsque de nouveau une matrice représentant potentiellement un « A » se présentera, le système utilisera sa base de caractères enrichie par apprentissage pour en déduire que la matrice correspond au caractère « A ». L'ICR est également associé à des règles permettant au moteur de prendre des décisions en cas de doute. Les techniques d'ICR sont utilisées dans des solutions de lecture automatique des documents (LAD).